# L'avventura del cassiere
L'avventura del cassiere (Der brave Sünder) è un film del 1931 diretto da Fritz Kortner.

## Trama
Il cassiere-capo di una banca della provincia austriaca, Leopold Pichler, ed il suo subordinato, il più giovane Wittek, vengono mandati in trasferta a Vienna da Härtl, il direttore, con l’incarico di consegnargli colà, dove egli si trova in viaggio d’affari, una ingente somma di denaro contante prelevato dalla cassa dell’istituto di credito.
Giunti nella capitale, mentre Wittek tenta invano di trovare il momento adatto per chiedere al superiore la mano di sua figlia Hedwig, i due vengono coinvolti in una serie di disavventure a seguito delle quali perdono parte del denaro loro affidato, nonostante la diligenza rasentante la paranoia con la quale essi custodiscono il denaro, contenuto in una valigetta.
Da allora essi, ritenendosi colpevoli dell’ammanco, si sentono braccati dalla polizia e si figurano un loro prossimo futuro in carcere, angosciati al punto di meditare il suicidio.
Solo alla fine apprendono che il direttore Härtl è ricercato per aver sottratto alla banca una somma di denaro ben superiore a quella affidata ai due solerti impiegati (della quale era peraltro rientrato in possesso per vie traverse), ed è fuggito all’estero.
I due, sollevati, ritornano a casa: Pichler è nominato direttore della filiale locale della banca, e Wittek celebra le nozze con Hedwig.

## Produzione
Il film fu prodotto dall'Allianz Tonfilm GmbH.

## Distribuzione
Distribuito dalla Bayerische Filmgesellschaft-m-b-H, uscì nelle sale cinematografiche tedesche con un visto di censura del 15 ottobre 1931 dopo essere stato presentato in prima al Capitol di Berlino il 22 ottobre 1931 nella versione originale che aveva una durata di 109 minuti.
L'European Film Exchange distribuì negli Stati Uniti il film che venne proiettato a New York il 28 marzo 1938 in una versione ridotta della durata di 78 minuti.
In Italia, il film uscì nel maggio 1933 con il titolo L'avventura del cassiere.